# HD21527
HD21527 — хімічно пекулярна зоря спектрального класу A4, що має видиму зоряну величину в смузі V приблизно  8,8.
Вона  розташована на відстані близько 704,4 світлових років від Сонця.